# Ольховецкий сельский совет (Бережанский район)
Ольховецкий сельский совет (укр. Вільховецька сільська рада) — входит в состав
Бережанского района
Тернопольской области
Украины.
Административный центр сельского совета находится в 
с. Ольховец.

## Населённые пункты совета
- с. Ольховец